# Магдалена София фон Йотинген
Магдалена София фон Йотинген-Йотинген (на немски: Magdalena Sophie von Oettingen-Oettingen; * 17 февруари 1654; † 13 февруари 1691 в Кюнцелзау, Баден-Вюртемберг) е графиня от Йотинген-Йотинген в Бавария и чрез женитба графиня на Хоенлое-Нойенщайн в Кюнцелзау.
Тя е дъщеря на граф Йоахим Ернст фон Йотинген-Йотинген (1612 – 1659) и третата му съпруга пфалцграфиня Анна София фон Пфалц-Зулбах (1621 – 1675), дъщеря на пфалцграф Август фон Пфалц-Зулцбах (1582 – 1632) и принцеса Хедвиг фон Холщайн-Готорп (1603 – 1657).
Тя умира на 13 февруари 1691 г. в Кюнцелзау, Баден-Вюртемберг на 36 години и е погребана там.

## Фамилия
Магдалена София фон Йотинген се омъжва на 15 март 1681 г. в Нойенщайн за граф Йохан Лудвиг фон Хоенлое-Нойенщайн-Кюнцелзау (* 1 юни 1625; † 15 август 1689), петият син на граф Крафт VII фон Хоенлое-Нойенщайн-Вайкерсхайм-Глайхен (1582 – 1641) и пфалцграфиня София фон Цвайбрюкен-Биркенфелд (1593 – 1676). Бракът е бездетен.
Чрез подялба на наследстово замъкът Бартенау в Кюнцелзау отива на фамилията Хоенлое. Граф Йохан Лудвиг фон Хоенлое събаря замъка 1679 г. и на неговото место построява триетажен дворец в стил късен ренесанс.